# والت هوستون
والت هوستون (بالإنجليزية: Walt Houston)‏ هو لاعب كرة قدم أمريكية أمريكي، ولد في 26 أكتوبر 1932 في مقاطعة يونيون في الولايات المتحدة.

## وصلات خارجية
- والت هوستون على موقع مرجع كرة القدم المحترفة.كوم (الإنجليزية)